# Unterseeboot UB-78
Pour les autres navires du même nom, voir Unterseeboot 78.
L'Unterseeboot UB-78 est un sous-marin (U-Boot) allemand de type UB III utilisé par la Kaiserliche Marine pendant la Première Guerre mondiale. Il est mis en service dans la marine impériale allemande le 20 octobre 1917. Il est coulé par une mine au large de Douvres le 19 avril 1918 à la position 51° 01′ N, 1° 17′ E. Les 35 membres d’équipage sont perdus.

## Conception
Comme tous les sous-marins de type UB III, l'UB-78 avait un déplacement de 516 tonnes en surface et de 648 tonnes en immersion. Ses moteurs lui permettaient de naviguer à 13,6 nœuds (25,2 km/h) en surface et à 7,8 nœuds (14,4 km/h) en immersion. Il avait une autonomie de 8680 milles marins (16080 km) à sa vitesse de croisière. L'UB-78 transportait 10 torpilles et était armé d’un canon de pont de 8,8 cm. L'UB-78 avait un équipage pouvant compter jusqu’à 3 officiers et 31 hommes. 

## Carrière
L'UB-78 a été construit par Blohm & Voss à Hambourg. Après un peu moins d’un an de construction, il a été lancé à Hambourg le 2 juin 1917. Il a été mis en service plus tard la même année sous le commandement du Kapitänleutnant Woldemar Petri.

## Affectations
- V Flottille : du 2 janvier au 18 février 1918
- Flottille Flandern I : du 18 février au 19 avril 1918[3].

## Commandants
- Kapitänleutnant Woldemar Petri[5] : du 20 octobre 1917 au 15 février 1918
- Oberleutnant zur See Ulrich Pilzecker[6] : du 16 février au 17 mars 1918
- Oblt.z.S. Arthur Stoßberg[7] : du 18 mars au 19 avril 1918

## Navires coulés
| Date         | Nom             | Nationalité    | Tonnage | Destin.   |
| ------------ | --------------- | -------------- | ------- | --------- |
| 21 mars 1918 | Strathearn      | United Kingdom | 152     | Endommagé |
| 22 mars 1918 | Polleon         | United Kingdom | 1155    | Coulé     |
| 25 mars 1918 | HMD Border Lads | Royal Navy     | 86      | Coulé     |
| 26 mars 1918 | British Star    | United Kingdom | 6888    | Endommagé |